# Pericos de Puebla
Para el equipo de la Liga Invernal Mexicana, véase Pericos de Puebla (LIM).
Los Pericos de Puebla es un equipo profesional de béisbol mexicano, miembro de la Liga Mexicana de Béisbol con sede en la ciudad de Puebla, Puebla, México.

## Historia
Su participación en la Liga Mexicana data de los años cuarenta, y de este club surgió al estrellato el veracruzano "Beto" Ávila que ganó el título de bateo en 1947 partiendo a las Ligas Mayores para enrolarse con los Indios de Cleveland, con quienes también ganó el cetro de bateo convirtiéndose en el primer jugador latino en realizarlo.
De 1954 a 1972, los Pericos jugaron en el Estadio Ignacio Zaragoza y a partir del 16 de junio de 1973 su casa es el Hermanos Serdán.
Puebla ha ganado cuatro campeonatos a lo largo de su historia. Su primer título lo obtuvo en la campaña de 1963 bajo la batuta del cubano Tony Castaño, apoyado por la gran labor de la famosa pareja integrada por "Moi" y "Ronnie" Camacho, a quienes llamaban los "Camacho de la destrucción", así como al trabajo de José "Zacatillo" Guerrero, "Rudy" Sandoval, Jorge Fitch y Miguel Sotelo, quienes más tarde se convirtieron en excelentes manejadores. La llegada del magnate Vicente Pérez Avellá, durante la década de los setenta, les dio nuevamente grandes satisfacciones a los aficionados poblanos, ya que consiguieron otro par de gallardetes. Primeramente ganaron en 1979 con Jorge Fitch llevando el nombre de Ángeles. En 1986 bajo el mote de Ángeles Negros con "Rudy" Sandoval al frente, ganaron su tercer campeonato en el que tuvieron el mejor bateo del siglo. En 2016 Puebla obtuvo su cuarto título con el estadounidense Cory Snyder al timón, derrotando en la serie final a los Toros de Tijuana.
Además de los jugadores anteriormente mencionados, otros peloteros famosos en el equipo han sido Alfredo Mariscal, Oscar Rodríguez, Francisco "Paquín" Estrada, Héctor Zamudio, Dave Stockstill y Willie Aikens.

### Inicios
El estado de Puebla atravesaba problemas de índole político y militar, provocando que el ejército parara sus actividades y de esta forma se tuvo que recurrir a regimientos del norte del país que apoyaran al gobierno con algunos soldados para mantener la calma. Los soldados que llegaron del norte del país, en su mayoría, traían la influencia de la frontera estadounidense, donde el béisbol se jugaba con una gran intensidad y cada día eran más personas las que se interesaban por practicar este deporte. Fue así como el regimiento, en sus ratos libres, empezó a practicar este deporte, hasta la conformación de algunos equipos amateurs.[cita requerida]
Esto hizo que la sociedad civil se fuera empapando del béisbol, hasta provocar el nacimiento de una liga profesional. Corría el año de 1925, cuando el béisbol llegó a Puebla, con el equipo 74 Regimiento, que representó al estado pero que tenía su sede en el municipio de Atlixco; esto marcó el inicio de la Liga Mexicana de Béisbol fundada por el General Alejandro Aguilar Gómez. Las novenas que participaron en ese año fueron: Agrario, Guanajuato, el Nacional de Bisckler, el México y el 74 Regimiento de Atlixco, Puebla. Andrés Zarzosa fue el propietario del primer equipo profesional de béisbol, el “74 Regimiento”, la novena traía en sus filas a peloteros de la talla de Valdez, jardinero central, Oscar Martínez, lanzador; Gómez, cácher; Hakino, short stop; Javier Pérez.
En 1938 existió el Club de Béisbol Hudson, propiedad de Delfino Pérez, y el uniforme fue de color verde.

### Años cuarenta

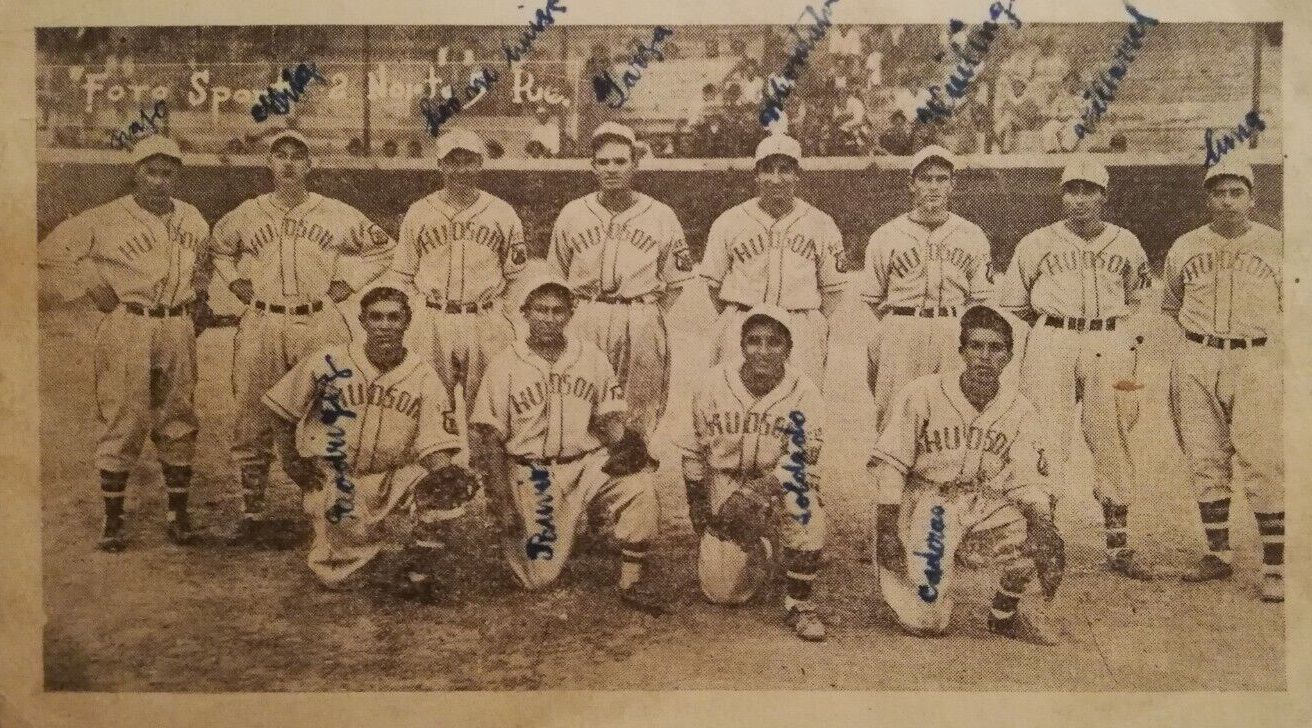
Hudson de Puebla 1938

Este equipo fue el primero de Puebla, como representante de la capital del estado, y el sexto en el ámbito nacional como profesional en 1939. El uniforme fue de color blanco la marca Chevrolet y el número en color azul. Jugaron de 1939 a 1941 y fue en el último año cuando se quedaron con el campeonato de la Liga Invernal; en esa época a los Señores Castor Montoto, Carlos Gómez Viñals y Delfino Pérez los llamaban los Tres Mosqueteros porque siempre estuvieron unidos para darle impulso al béisbol.
Algunos de los peloteros que integraron este equipo fueron Roberto Villarreal, Beto Ávila, Colin, Pedro Meza, Leopoldo Cervantes el "Rábano", Ángel Castro, Guillermo Fritche, Bernardo López, Domingo Figueroa, Vidal Romero el "Chachapa", Rafael Pedroso, el "Zungo", Juan Luna, Mario Cruz, Fernando Galina, Apolinar Pulido "Polin", Emiliano Sarda y Mario Collazo.
En 1942 desaparece el equipo patrocinado por Chevrolet y se escribió una nueva historia con el regreso de un equipo poblano a la Liga Mexicana de Béisbol, la sede el Parque Puebla, mismo que se había fundado en el año de 1938 por Jorge Pasquel. El inmueble se ubicaba en la 37 poniente y 11 sur, estaba pintado de color verde y blanco y el acceso principal fue frente al Panteón Municipal, su construcción fue de madera, para 5 mil aficionados y el uniforme nuevamente fue de color verde.
Como el uniforme del equipo era de color verde y el parque de béisbol eran de color verde con blanco, a los jugadores les empezaron a llamar con gritos durante los juegos "vamos verdes, vamos pericos", a partir de 1945.
Entre 1942 y 1945, la Liga Mexicana contó con seis equipos; México, Veracruz, Monterrey, Nuevo Laredo, Tampico y Puebla. Sin embargo, al siguiente año ( 1946 ) se agregaron San Luis Potosí y Torreón. En 1947 y 1948, ante tantas injurias y los gritos lastimosos de los aficionados que no vieron coronarse al Puebla, el entonces dueño Delfino Pérez tomó la decisión de retirar al equipo de la Liga Mexicana. Al finalizar la campaña de 1948 y de jugar por siente temporadas consecutivas el equipo desapareció.

### Años cincuenta
El Estadio Ignacio Zaragoza se inauguró en mayo de 1952, teniendo un cupo para 25 mil aficionados y la plantilla fue la siguiente: Chuck Genovés que estaba como mánager y short stop, Al Grunwald en primera base y también pitcher, José Bache en la intermedia, Ponpa Olvera en la esquina caliente; los outfields (jardines) eran cubiertos por Alejandro “Cañitas” Moreno, Gustavo Fernández, Chuck Buheller y Otilio Cruz; el cuerpo de lanzadores estaba integrado por Michel Gabes, Memo López, Ramiro Caballero, Indio Beltrán, Emilio Ferrer y Porfirio Castillo; mientras que la receptoría estaba a cargo de Bob Knock.
A estos jugadores se unieron Budddy Baker y Charles Drummond, para la recta final de la temporada les llegó George y Esteve Boros del Azteca y el México, respectivamente, equipos de los que era dueño Alejo Peralta y Díaz Ceballos. A pesar de tener un equipo plagado de estrellas, el equipo de Puebla quedó en último lugar.
Para la temporada de 1958, los Pericos de Puebla vinieron por la revancha y protagonizaron la batalla final contra la novena de Poza Rica, y fue en la propia casa de los poblanos, el Estadio Ignacio Zaragoza, donde con jonrón de José Bache en la décima entrada el equipo de Poza Rica se levanta con el título, al vencer por pizarra de 5 carreras a 3 a los verdes. En lo que fue la última temporada de los Pericos de Puebla en la Liga Invernal Veracruzana, y después de un par de intentos fallidos, los aficionados poblanos celebran el 15 de febrero de 1959 el tan ansiado campeonato.
Los Pericos de Puebla, firmaron en 1957, un convenio de trabajo con los Orioles de Baltimore quienes mandaron como entrenador a Jimmy Adair, al receptor Sam Heireston, al "short stop" Ron Hansen que tenía un fildeo de lujo y tras unos años se convirtió en una figura con Orioles y Medias Blancas de Chicago.

### Años sesenta
El equipo regresó en el año de 1960 a la Liga Mexicana de Béisbol quedando en último lugar, para la siguiente campaña se quedaron cerca al terminar en segundo lugar, solo detrás de Rojos del Águila.
En el año de 1963 los Pericos terminarían como campeones al terminar en primer lugar de la liga con marca de 80 ganados y 52 perdidos, por encima de los Diablos Rojos del México.
Los siguientes dos años tendrían buenas temporadas en las que terminaran como subcampeones al terminar en segundo lugar.
Es en 1969 cuando nuevamente el equipo de Puebla desaparecía del béisbol profesional, para trasladarse a Mérida, Yucatán.

### Años setenta
En 1972 el béisbol de la Liga Mexicana regresaría a la ciudad de Puebla como un equipo de expansión bajo el nombre de los Ángeles de Puebla.
La temporada de 1973 tuvo momentos muy significativos para el béisbol poblano, con el cambio de casa de los Ángeles de Puebla, ya que a media campaña dejaron el Estadio “Ignacio Zaragoza” para trasladarse al nuevo escenario de la pelota profesional, el Parque “Hermanos Serdán”. Desafortunadamente la fiesta no pudo ser completa, la novena verde no calificó a los playoffs. Fue el sábado 16 de junio de 1973 cuando se inauguró el Parque “Hermanos Serdán”, con el juego entre los Ángeles de Puebla contra los Piratas de Sabinas; al final la pizarra favoreció a los poblanos por 6 a 0 con pitcheo de Arnulfo Adame, quien en ese año ganó 15 y perdió 10. Teolindo Acosta disparó el primer imparable en el nuevo parque de pelota y Francisco Castro anotó la primera carrera en el Serdán, para el equipo que dirigía Tomas Herrera y cuyos propietarios eran los Señores Emilio Tame y Wiliam Budid. Ángeles concluyó la temporada en el cuarto lugar de su zona y tuvo, después de Tomas Herrera, a Jorge Calvo y Raúl Cano como mánagers. Antonio “Tony” Castaño regresó al equipo con el que había ganado el campeonato y los volvió a meter a los primeros lugares, además de que la novena poblana tuvo en Teolindo Acosta, al campeón bateador y de hits de la liga con .366 de porcentaje y 170 imparables; así como al campeón pitcher en ganados y perdidos con 12-0, Aurelio Monteagudo. Al año siguiente, Tony Castaño volvía a la postemporada con los Ángeles de Puebla sólo que en esta ocasión como Campeones de la Zona Sur División Oeste; sin embargo, los Diablos Rojos del México se aparecían de nuevo y dejaban fuera a la novena verde en la primera ronda.
El parque “Hermanos Serdán” vivió en 1974 sus primeros playoffs con los Ángeles de Puebla, quienes terminaron en segundos en su zona y avanzaron a la postemporada, aunque perdieron en la primera ronda con los Diablos Rojos del México.
Con nuevos dueños, con nuevo nombre y con nuevo mánager, Clemente Carrera, la novena poblana volvió a ganar el gallardete de la Zona Sur División Oeste con un registro de 80 triunfos a cambio de 55 derrotas y con 11 juegos y medio de ventaja sobre su más cercano perseguidor los Rieleros de Aguascalientes. Sin embargo y por tercer año seguido, los Diablos Rojos del México se encargan de acabar con las ilusiones de los poblanos al eliminarlos en la primera ronda de los playoffs. Los Ángeles tuvieron en sus filas al Novato del Año, Alfonso “Houston” Jiménez, quien demostró sus cualidades en el campo corto, para ganarse de inmediato el cariño y reconocimiento de la afición poblana. En su segundo año (1977), los Ángeles de Puebla, al mando de Raúl Cano, ganaron por tercera ocasión el campeonato de la Zona Sur División Oeste de la Liga Mexicana, además de ser el mejor equipo de todo el circuito con récord de 96 victorias a cambio de 54 derrotas. Ahora no fueron losDiablos Rojos del México, sino los Cafeteros de Córdoba quienes dieron la sorpresa y en la primera ronda de los playoffs acabaron con las esperanzas de los poblanos, equipo que por cuarto año seguido se quedaba en la primera fase. La satisfacción de la temporada fue la designación del pitcher Abraham Rivera (12-4 y 2.35 en carreras limpias) como Novato del Año, con lo cual la organización tuvo por segundo año a un pelotero con tal distinción.
Después de un año sin postemporada y a tres años de cambiar de dueños, los Ángeles de Puebla con Jorge Fitch, al frente del equipo, obtuvieron el segundo título en la historia del béisbol profesional poblano.
La novena de Puebla regresó a la postemporada luego de ganar el título de la Zona Sur División Oeste y de vencer en la primera ronda al equipo Plataneros de Tabasco en cuatro juegos. En la Final de la Zona Sur, los Ángeles de Puebla cobra venganza de los Cafeteros de Córdoba, equipo al que derrotó 4 juegos a 1, para avanzar a la Serie final ante los Indios de Ciudad Juárez.
La Serie Final estaba programada para iniciar el 5 de septiembre de ese año, sin embargo, la lluvia se apareció en la ciudad de Puebla y se pospuso el juego al día siguiente, además de que se programó doble cartelera. Mike Paul lanzó blanqueada de tres imparables, un boleto y cuatro ponches, en la victoria de 3-0 de los Indios de Ciudad Juárez sobre los Ángeles, en Puebla.

### Años ochenta
Durante la década de los ochenta inició una huelga de los beisbolistas en 1980, por lo que la temporada regular no pudo terminarse debido a que de los 20 equipos que participaban, solamente quedarían 6 que jugarían una temporada extraordinaria. Debido a esto el equipo de Ángeles de Puebla fue el único equipo que no pudo defender su título ya que no regresó para la temporada de 1981.
Un equipo de béisbol profesional regresó a Puebla en 1985 pero fue hasta la temporada de 1986 en que la novena poblana llegaría a postemporada donde eliminarían a los Diablos Rojos del México en 6 juegos. En la final de zona vencerían a los Tigres Capitalinos 4 juegos a 1 para volver a una final. Sería en esta temporada que el equipo conseguiría el tercer título de la franquicia bajo el nombre de Ángeles Negros de Puebla al derrotar en 5 juegos a los Sultanes de Monterrey.
El equipo jugó su última temporada en 1987 en la que lograron llegar a la postemporada pero fueron vencidos por los Tigres en 6 partidos.

### Años noventa
El equipo regresó para la temporada de 1993 al adquirir a la franquicia de los Cafeteros de Córdoba , regresando al nombre original de Pericos de Puebla. Los Pericos tendrían una corta participación, solamente hasta la temporada de 1995 cuando la franquicia se mudaría a Cancún, Quintana Roo para convertirse en los Langosteros de Quintana Roo y no clasificaron a postemporada en este periodo.

### Equipo actual

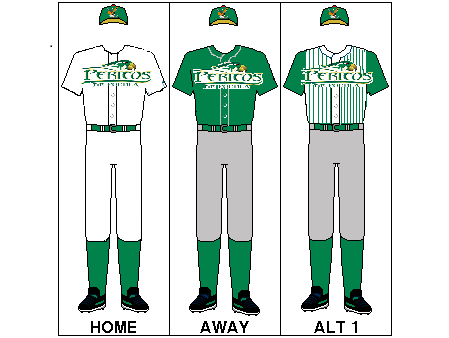
uniformes del club

Inició su participación en la temporada 2000 al adquirir la franquicia de los Rieleros de Aguascalientes, con un experimentado plantel formado entre jugadores como Guillermo Velásquez, Pedro Iturbe, Jesús Arredondo, Albino Contreras, Lorenzo Buelna, los pitchers Pablo Ortega, Armando Valdez, Rich Kelley, Alonso Beltrán, Azael Álvarez, y José Juan Núñez, de mánager se nombró a Enrique “Che” Reyes que como antecedente había triunfado al frente de los Langosteros de Cancún, el equipo cumplió con una campaña aceptable aunque no calificó.
Varias temporadas pasaron para calificar después de 28 años, al instalarse en el cuarto lugar de la Zona Norte al ganar 62 juegos a cambio de 48 derrotas, enfrentando en playoffs la novena de los Diablos Rojos del México en la primera ronda de la postemporada 2003, la que jugó sin dos de sus principales hombres, Pablo Ortega y Lorenzo Buelna, quienes acudieron a los Juegos Panamericanos con la Selección Mexicana. Los Pericos lidiaron la serie a 7 juegos, ya en el séptimo encuentro, se colocaron a tres outs de avanzar a la Serie por el título de la Zona Norte, sin embargo, un relevo titubeante de Pedro Cervantes permitió que la artillería de los escarlatas anotara en tres ocasiones venciéndolos por pizarra final de 8-7.
En la campaña 2002 hubo dos equipos en Puebla con el arribo de Tigres del México, iniciando una rivalidad efímera con su vecino incómodo pues los Tigres atrajeron más afición, los enfrentamientos entre ellos se les denominó "la guerra civil de Puebla". Para la campaña 2004 el equipo poblano consiguió finalizar la campaña como el mejor equipo de la liga en ganados y perdidos con 63 triunfos y solo 34 derrotas. En playoffs venció a Rieleros de Aguascalientes en 6 juegos y posteriormente los Toros de Tijuana en 5 juegos en la final de zona caerían en contra de los Saraperos de Saltillo, en 6 juegos.
Pericos tuvo una irregular campaña y no calificó en la temporada 2005, mientras Tigres se coronó campeón de liga, entonces se dieron rumores sobre la salida del equipo pues era evidente que Tigres generaría más afición además de lo complicado para la ciudad de sostener ambos clubes, En esta campaña se dio un problema con Pedro Iturbe que fue expulsado 50 juegos por dar positivo en un control antidopaje.
Durante la temporada 2006 y 2007 serían eliminados por los Saraperos de Saltillo en 7 y 5 juegos respectivamente.
En 2007 con la salida de los Tigres, Pericos cayó en una mala campaña ubicándose al final como unos de los tres peores de la temporada, de mánager estuvo Gerardo Sánchez.
Para 2009 se eligió al mánager Alfonso Jiménez que reestructuró al equipo calificándolo. Durante la primera vuelta finalizó en tercer lugar de la Zona Sur con récord de 32-21; en la segunda, también en tercer lugar con 30-22. Tras un mal inicio de temporada, en el cual perdieron 7 de los primeros 11 partidos, los Pericos se obtuvieron las siguientes 4 series en forma consecutiva bajo el mando de "Houston" Jiménez, Puebla finalizó la temporada regular ganando 14 de sus últimos 17 encuentros. En Playoffs enfrentó a Leones de Yucatán venciéndoles en 5 juegos, y luego se enfrenta a Tigres de Quintana Roo donde pierde la serie en seis juegos, hubo serias aspiraciones de avanzar a la final pero entre errores de los jugadores durante la serie aún en el sexto partido Orlando Román (pitcher cerrador) cometió errores graves. Después de la temporada Alfonso Jiménez fue nombrado el mánager más valioso de la temporada 2009.

### Década de los 10

#### Serie Final de 2010
Para la temporada 2010 el equipo conformó otro buen plantel con el Dominicano Lorenzo Barceló, y la consolidación de pitchers como Guadalupe Peréz, Andrés Meza y Omar Espinoza; tiene un gran inicio luego de dividir honores contra Guerreros de Oaxaca, ganó 7 series consecutivas a Veracruz, Yucatán, Tabasco, Minatitlán equipo que además barrió dos veces en la primera vuelta, llegaban sólidos con 3 bateadores entre los mejores 10 por porcentaje, (Willis Otáñez .402% líder impulsor de carreras, Luis Mauricio Suárez.391%, e Iván Cervantes.359%. Al llegar la serie contra Rojos del Águila de Veracruz perdieron por barrida en Veracruz incluyendo una limpia en los tres juegos; cerca de concluir la primera vuelta el equipo ostentaba el récord de 32 ganados y 13 perdidos; para la segunda vuelta decayó el accionar del club, para ganar un total de 26 ganados, 17 perdidos y padecer la lesión de su líder impulsor Willis Otáñez cuando se fracturó los dedos del pie derecho en una jugada de foul en el juego de Oaxaca a fines de junio, aun así aseguró por dos juegos el primer lugar global con 66 ganados, 33 perdidos. La última serie fue contra Guerreros de Oaxaca que los derrotó en tres de cuatro series de la segunda vuelta y fue el equipo que más se complicó.
Pericos fue el mejor equipo de la campaña regular consiguiendo varias distinciones tanto para los jugadores como al club; Willis Otáñez, terminó con el mejor promedio de bateo de la LMB (.393) y ganó el Champion Bat. Luis Mauricio Suárez terminó séptimo en bateo del circuito (.361), fue el tercer mejor bateador mexicano, detrás de Iván Terrazas (.368) y Japhet Amador (.366), ambos de Diablos Rojos. Luis Ramírez (pitcher cerrador) lideró el departamento de salvamentos con 30. Lorenzo Barceló, fue líder de innings lanzados con 135.2 a lo largo de la temporada y fue el pitcher con el menor promedio de carreras limpias admitidas de su equipo en campaña regular (3.65), décimo de la Liga. José Cobos, de Puebla, fue el líder de holds de la Liga con 26. Puebla fue la segunda mejor ofensiva de la Liga y la número uno de la Zona Hidalgo, con.320 de promedio de bateo en la Temporada Bicentenario.
En la postemporada enfrenta en la primera serie a los Leones de Yucatán a partir del 21 de julio ganando el primero por pizarra de 12-6; para el segundo duelo hay división de honores cuando Leones se lleva el juego por pizarra de 5 a 3, con la serie trasladada a Yucatán, Pericos demuestra su poder apaleando en el tercero 11 a 3 y el cuarto juego gana con 7 a 6 en extra innings y el quinto Leones se recupera ganando 7 a 5 en tremendo duelo. Pericos a solo un juego de avanzar recibe a Leones en Puebla y gana por pizarra de 7-3.
La siguiente serie era contra Guerreros de Oaxaca, la serie se define en 6 duelos, los dos primeros juegos ganan los Pericos con 5-3 y 6-4, Oaxaca gana el tercero 3-2, el cuarto Pericos gana 14 a 9, el quinto ganaba Pericos 4-0 hasta la séptima cuando con dos imparables y un hit central ponía 2, en la octava Oaxaca empataba 4-4 así fueron necesarios los extrainnings, donde con un cuadrangular de Josgar Cabrera evitaba la eliminación regresando a Puebla la serie que se reanuda el domingo a las 15:00, Pericos rápido se puso con ventaja en la tercera, con 3 carreras, más dos en la cuarta, una en la quinta, una en la sexta y una en la séptima, hubo una suspensión de 28 minutos reanudado Pericos deja ventaja cómoda de 9-0, guerreros en la octava anota 3 carreras sin embargo el relevo de Luis Ramírez sale avante cuando domina a dos bateadores que dejaron la casa llena, en ese momento Oaxaca supo que dejó su última posibilidad, en la novena los de casa se van en orden, los guerreros entregan el juego cuando Ramírez domina a dos por la vía del ponche y un elevado de Cabrera para que los Pericos por primera vez gane un título de zona sur, y les lleva a jugar su primera serie final por el gallardete de la liga mexicana.
La serie contra Saraperos de Saltillo se lleva a cabo del 11 al 16 de agosto; el primero del 11 de agosto los pericos llevaron el juego con mínima ventaja de 5 a 4 previamente las malas decisiones de los coaches derivo en la reacción del visitante, en la novena Saraperos aprovecha dos errores uno de ellos del reaparecido Otañez que causó el empate para dar la vuelta al juego y ganarlo 6-5. El segundo encuentro se juega 5 entradas antes de una suspensión por lluvia reprogramándose a las 13:00 del siguiente día, Saltillo ganaba 2-1; en la reanudación de la 5ª baja Reyes con elevado de sacrificio empataba el juego con la anotación de Cervantes; en la séptima entrada Pericos aventaja 3-2 luego del sencillo productor de Otañez registrando Serafín Rodríguez; la siguiente entrada Saraperos con un hombre por los senderos a Mauricio Lara le conecta el puertorriqueño Gabriel Martínez un violento cuadrangular por jardín central para dar la vuelta al juego y ganarlo 4-3; los Pericos aún pudieron de menos empatar en las 2 entradas restantes pero con el mal corrido de bases dejaron ir la oportunidad.
Ya con la serie trasladada a Saltillo, el tercer juego del 14 de agosto, previo al inicio se desató una torrencial lluvia retrasando el inicio unos 48 minutos, Ya reanudado el abridor de Saltillo Fernando Villalobos recibió un rally de 5 carreras, primero Valentín Gamez conectó cuadrangular por jardín derecho, luego dos hits de Luis Mauricio Suárez y Willis Otáñez. René Reyes también conectño cuadrangular por todo jardín central para 3 carreras, así ganaba 4-0. César Tapia también envió hit sencillo y con una base por bolas para Miguel Torrero; el mánager de Saltillo trajo al lanzador Alejandro Garrido que le conectaron hit por parte de Iván Cervantes impulsando la quinta carrera de Tapia; Ricardo Serrano que abrió la rotación por segunda vez en tres lanzamientos, le conectó cuadrangular por jardín izquierdo, para añadir 3 carreras más al score de los poblanos para ir arriba 8-0. Esa vez fue la única reacción y parecía que daría batalla, sin embargo Saltillo fue capaz de secar esa producción verde limitándolos a 0 las siguientes 8 entradas mientras los locales registraron 5 carreras que no les alcanzó para sorprender.
El siguiente juego del domingo 15 de agosto, Saltillo se llevó el tercer juego con un 5-0 los poblanos dejaron varias oportunidades de anotar sobre todo en la tercera y cuarta entrada pero el mal corrido de bases se fueron sin nada sumado a la gran salida del pitcher local Héctor Daniel Rodríguez. El último de la serie ya con la presión de ganar todo si buscaban ser campeones la misión era regresar la serie a Puebla, iniciaban con ventaja luego que Ricardo Serrano anotaba luego de un error en la primera entrada; el pitcher que tenía la dificultad de parar la ofensiva local era Guadalupe Pérez, sin embargo en la primera recibía 3 carreras cuando Refugio Cervantes le conecta cuadrangular de 2 carreras, más otro cuadrangular sencillo de Jesús Cota. Pericos no tuvo reacción al siguiente turno, llegaba la tercera y con un ataque Saltillense por demás despiadado cuando de nuevo Cervantes la botaba del otro lado, entraba de relevo Lorenzo Barceló que con 2 hombres a bordo también la conecta de cuadrangular Jesús Cota y un sencillo productor de Carlos González así recibían mortales 8 carreras, la reacción ya era muy complicada al ir abajo 11-1, el cuarto y quinto inning fueron una auténtica pesadilla cuando reciben otros rally de 4 y 8 carreras para recibir la peor paliza en una serie final por el gallardete al ir perdiendo 20 a 1, todavía en la octava Saltillo agregó una más y para la novena Pericos puso una que de nada sirvió para dejar la pizarra final de 21 carreras a 2 y así Saltillo gana su segundo título consecutivo de la liga mexicana.

#### Después del campeonato de zona
Para la temporada 2011 los Pericos dejaron fuera a Willis Otáñez, el hombre que lo sustituye fue el dominicano Mendy López, cañonero de Monterrey, y con pasado de grandes ligas, llegó también el pitcher Humberto Montemayor de Dorados de Chihuahua además de otorgarle la oportunidad al pitcher poblano Osvaldo Flores. Debido a la reducción de 2 plazas (Nuevo Laredo y Chihuahua) el equipo debió cambiar a la zona norte donde no ha tenido fortuna las veces que ocupó un lugar.
El sistema de competencia también fue modificado debido al retorno de juegos interzona, los Pericos tendrían un inicio de campaña jugando con equipo de la zona sur; en tanto el sistema de clasificación ya no sería regido por porcentaje de puntuación si no por ganados y perdidos. Los Pericos inauguraron la temporada en casa jugando contra Sultanes de Monterrey ganando el duelo, para la visita pierden; arrancan con un inicio lento al perder serie contra Tabasco y Campeche; se recuperaron luego de barrer al Águila de Veracruz, en casa; y a Minatitlán fuera; dividen honores con Oaxaca (2-2); nuevamente perderían series ante Reynosa y Sultanes; se recuperan al ganar la serie a Yucatán fuera y logran barrer a Tigres el odiado rival con 2 limpias (6-0 y 7-0). Más tarde viajan a Monclova donde se dio un factor increíble de perder dos juegos en la última entrada cuando se tenían ventajas de 5 y 6 carreras, ambos encuentros lo dejó ir Luis Ramírez. Perderían serie con Saltillo 2-1 incluido un ferviente 0-0 hasta extra innings cuando en la undécima ganó el segundo saraperos. Se recibe a Diablos Rojos del México, estos se llevarían la serie 2-1 cuando ganan sin mayor complicación 5-10; 1-11 y 5-2. Nuevamente visitan equipos de la zona sur, se imponen en buena serie 2-1 a Olmecas incluida una victoria de 14 a 1.
Previo a finalizar la primera vuelta simbólicamente perdieron 3 series consecutivas 2 dolorosas contra Águila de Veracruz y petroleros de Minatitlán. Se recuperaron aprovechando bajas de otros rivales directos; tuvieron algunos buenos momentos cuando barren a Laguna y Saltillo el detestable rival; durante el cierre se mantuvo en cuarto sitio de calificación; tuvo un mal cierre al perder 4 juegos y ganar 2; nunca pudo contra Monterrey y México; para el cierre tuvo el placer de oficializar la descalificación de saraperos al ganarles ambos duelos. En conclusión la temporada fue difícil; el equipo atravesó problemas financieros, la respuesta de la afición poblana fue irregular, la directiva previa al arranque ideó la venta de abonos pero estos se vendieron discretamente; con esto y el difícil calendario sobre todo en la segunda parte algunos jugadores y cuerpo técnico viajaban en autobús mientras otra parte entre ellos los pitchers inicialistas, los mejores jugadores (Reyes, Mendi, Suárez) viajaban en avión por la reducción de costos del equipo, ante los problemas desde julio se comenzó a ventilar que la directiva encabezada por Rafael Moreno Valle Sánchez estaba dispuesta a vender sus acciones a plazas interesadas en llevarse el equipo en 2012.
En playoffs los Diablos eran el rival; iniciaron en México donde el juego se suspendió unas 2 horas por la lluvia; tras ello los poblanos tuvieron un ataque fantástico con Mendi y Suárez que calibraron para ganar el primero 14 a 4; el segundo se ganaba 6 a 2 pero una feroz reacción de los escarlatas en las dos últimas entradas aunadas a la mala defensiva y la poca producción, los Diablos se llevaron el segundo 11 a 6. La serie se trasladó a Puebla; ahí primero ganó Diablos 7-5 con gran pitcheo de Bojorquez; en el quinto juego los Pericos se lo llevan 5-4; finalmente los diablos sacaron el quinto 8-5; el último juego el sexto de la serie que retornó a México, los Pericos aventajaron 2-0 en la segunda; en la tercera Diablos pone una; para la quinta Pericos se despegó 4-2. Sin embargo, Diablos reaccionó y en la séptima empataron 4-4; en la octava se puso al frente Diablos 5-4 pero Pericos empataron en la novena; en la parte baja los Diablos finiquitroan el juego cuando con 2 hombres fuera. Ya arriesgando todo, el mánager Houston Jiménez decidió meter a Barceló, sin embargo, no pudo retirar a su primer hombre enbasándolo con base por bolas, llegó Cervantes que en cuanta 2 y 2, le conectó el cuadrangular que dejó tendidos a los Pericos y de esta manera se acabó su temporada. Tras la eliminación, la afición fiel al club vivió la incertidumbre de si fue la última campaña de la novena verde ante los rumores de venta.
En el 2012 Pericos sufrió una renovación, primero decidieron terminar la era de Alfonso Jiménez quien salió con todo su personal; el nuevo mánager se nombró realmente tarde pues es en febrero cuando se anuncia al ex ligamayorista cubano Julio Franco quien trajo su personal enteramente cubano; entre algunos jugadores que salieron están Cervantes, René Reyes, Mendi López, Serrano, y Omar de la Torre.
Entre algunas nuevas incorporaciones para cubrir esos enormes huecos son solo el estadounidense Reggie Abercrombie. La temporada arrancó el 18 de marzo visitando a Oaxaca juego donde cayó la novena verde 4-2; para la inauguración en el parque Serdán ante una rebosante apertura de campaña, Pericos no pudo sacar la casta y de nuevo pierden 3-1, donde se comenzó a evidenciar la falta de bateo oportuno. En sus siguientes series debió enfrentar a Sultanes de Monterrey donde fueron blanqueados con juegos 5-4, 8-2, 5-3; ante Reynosa es la misma situación ante buenas salidas de pitchers no se puede ganar ante la falta de bateo con pizarras de 6-3, 3-1 y 4-3; con un inicio ya terrible de 0-8 reciben en casa a los Tigres de Quintana Roo. Estos como de costumbre se impusieron con pizarras apretadas, primero 6-4 y luego 5-3 en ambos juegos mantuvieron ventaja con buenas salidas del pitcher abridor pero ante la improductividad fueron alcanzados; con estas derrotas Pericos estableció una nueva marca negativa, no solo para la misma franquicia si no para toda la LMB pues nunca antes ningún equipo arrancó con 10 derrotas consecutivas. Con algunas mejoras como una seguidilla de 11 victorias y otra de 6, los Pericos nunca encontraron el rumbo, ya que las series perdidas en gira fueron una desventaja. Pericos tuvo leves reacciones, pero fue muy intermitente, más las decisiones de Julio Franco quien entre cambios al orden al bate y rotaciones de picheo, empezó a perder la brújula del equipo.
Tras la primera vuelta el balance era negativo con 21 ganados y 33 perdidos, la segunda vuelta entre cambios e incorporaciones. Se deja ir a Barceló y Luis Ramírez quienes en el picheo eran los líderes de los dos últimos años y se confirma que serían enviados al Águila (ahí serían campeones de liga en agosto), en un cambio que denotaba una presunta venta, surgiendo rumores que la economía del equipo esta decaída ya que entre la mala campaña y la afición que se alejó del parque ese año, la novena verde levantó poco interés en Puebla. Luego de las derrotas en la serie contra Yucatán, equipo que se ubicaba fuera de play off en su zona, la directiva se rindió al declarar que ya pensaban en la próxima campaña y declararla un fracaso. Pericos ya sin extranjeros cerró campaña donde ganó 6 de 7 series aunque ninguna por barrida, algunas fueron a Vaqueros y Sultanes al que venció en 3 de 4 desafíos, concluyó perdiendo serie contra Diablos Rojos del México 2-1.
En la temporada 2013 los Pericos terminaron como el tercer mejor equipo de la zona norte con 58 ganados y 48 perdidos a un juego y medio de diferencia del líder Saraperos de Saltillo. En la primera ronda se enfrentaron a los Sultanes de Monterrey con los que perdieron la serie 3-1.

### Era GIMSA
El 26 de septiembre del 2014 se anuncia de manera oficial que Gerardo Benavides Pape se convierte en el nuevo propietario del equipo.

#### Final del 2014
Con el regreso de los Toros de Tijuana a la LMB en 2014, los Pericos regresaron a la zona sur en donde terminaron en segundo lugar con marca de 61 ganados y 48 perdidos a 2 juegos de diferencia de los Tigres de Quintana Roo. En la primera ronda se enfrentaron a los Piratas de Campeche con los que alargaron la serie hasta el máximo de 7 juegos. Puebla comenzó adelante en la serie al imponerse 9-1 en el primer juego pero perdería los siguientes dos partidos, la novena poblana blanqueó en el cuarto juego 5 carreras a 0 para empatar la serie y asegurar el regreso a casa. Puebla regresó al Hermanos Serdán con ventaja de 3-2 en la serie pero perdería el sexto partido 9-3, en el último y decisivo partido los Pericos volverían a ganar 5-0 para avanzar a la final de la zona sur. Puebla pegó primero en la serie al ganar a los Tigres de Quintana Roo 7-5 en Cancún, los Tigres ganaron los partidos 2 y 3 para tomar ventaja en la serie, pero la novena poblana ganaría los partidos 4, 5 y 6 por marcadores muy amplios de 19-4, 8-1 y 9-2 respectivamente para volver a la Serie del Rey en menos de 5 años. En la serie final serían barridos por los Diablos Rojos del México en donde perderían el segundo partido 6-5 cuando los Diablos anotaron 3 carreras en la octava y 2 más en la novena para dar la vuelta al partido y salir con el triunfo. En el cuarto partido cuando Puebla ganaba 8-6 en la parte baja de la novena y seguir con vida en la serie los Diablos anotaron 2 carreras para forzar a extra innings en donde dejarían tendidos en el terreno a los Pericos 9-8 en 10 entradas para coronarse campeones.

#### Temporada 2015
Para la campaña 2015 los Pericos terminaron con marca de 51 ganados y 57 perdidos para conseguir el quinto lugar de la zona sur a un juego y medio de distancia de los Piratas de Campeche por lo que tuvieron que jugar un partido de eliminación directa para obtener el boleto a postemporada por medio del Comodín. El juego se llevó a cabo en el Estadio Nelson Barrera Romellón en donde los Piratas se impondrían 3 carreras por dos.

#### El cuarto título
En la temporada 2016 los Pericos de Puebla conquistaron su cuarto título (segundo como Pericos) en la Liga Mexicana de Béisbol y alzaron la Copa Zaachila, al superar 4-2 a los Toros de Tijuana en la Serie del Rey. Dejando en el camino a los Tigres de Quintana Roo a quienes barrieron en la primera ronda de playoffs. La Final del Sur la ganaron ante los Leones de Yucatán 4 juegos a 2.
El trofeo de Jugador Más Valioso fue para el lanzador australiano Travis Blackley, pieza importante en el campeonato tras lograr par de victorias. Abrió los juegos 2 y 6 de la Serie del Rey, ambos en calidad de visitante.

Para la temporada 2017 vuelven a terminar en Segundo lugar de la Zona Sur, en la primera ronda de playoffs vuelven a eliminar a los Tigres de Quintana Roo en 4 juegos para volver a verse las caras ante los Leones de Yucatán pero en esta ocasión los dejaron fuera en 5 juegos. Por segundo año consecutivo llegaron a una Serie del Rey para volver a enfrentar a los Toros de Tijuana con quienes perdieron en 5 juegos.
En la temporada Primavera 2018 terminaron en Quinto lugar de la Zona Sur para disputar el partido del comodín donde perdieron ante los Bravos de León.
En la temporada Otoño 2018 obtuvieron el Tercer lugar de la Zona Sur pero eliminados por los Diablos Rojos del México en 5 juegos.

### Nuevos Propietarios
El 11 de diciembre del 2018 se anunció de manera oficial el cambio de propietarios del equipo, siendo José Miguel Bejos quien estaría al frente de la franquicia asegurando la permanencia del equipo en Puebla, pues semanas antes se había anunciado que no participarían en la siguiente temporada.
Su primera participación en la temporada 2019 terminaon en Quinto lugar de la Zona Sur con marca de 56-60 (.483 pct) a 4.5 juegos de distancia de los Tigres de Quintana Roo por lo que no tuvieron derecho al juego de comodín.

## Estadio
Los Pericos juegan en el Estadio Hermanos Serdán ubicado en la ciudad de Puebla, Puebla, México. Fue inaugurado el 16 de junio de 1973 con el lanzamiento de la primera bola por parte del entonces gobernador de Puebla, Guillermo Morales Blumenkron, acompañado por el alto comisionado del béisbol mexicano, Alejo Peralta. En el juego inaugural los Pericos derrotaron 6-0 a los Piratas de Sabinas. El estadio cuenta con pasto natural y con espacio para 12,112 espectadores.

## Jugadores

### Roster actual
Actualizado al 3 de diciembre de 2023.
| Pericos de Puebla Roster 2023            |    |                                    |                         |
| C U E R P O T É C N I C O                |    |                                    |                         |
| Mánager                                  | 40 | Bandera de México                  | Sergio Omar Gastélum    |
| Coach de Pitcheo                         | 56 | Bandera de México                  | Miguel Ángel López      |
| Coach de Bateo                           | 27 | Bandera de México                  | Luis Mauricio Suárez    |
| J U G A D O R E S                        |    |                                    |                         |
| L A N Z A D O R E S                      |    |                                    |                         |
| Batea: D / Tira: D                       | 00 | Bandera de México                  | Javier Solano           |
| Batea: D / Tira: D                       | 32 | Bandera de México                  | Héctor Sepúlveda        |
| Batea: D / Tira: D                       | 25 | Bandera de la República Dominicana | Gabriel Ynoa            |
| Batea: D / Tira: D                       | 74 | Bandera de Venezuela               | Yoimer Camacho          |
| Batea: D / Tira: D                       | 50 | Bandera de México                  | Samuel Alvarado         |
| Batea: A / Tira: Z                       | 48 | Bandera de México                  | Óscar Félix             |
| Batea: D / Tira: D                       | 5  | Bandera de Estados Unidos          | Marco Quintanar         |
| Batea: Z / Tira: Z                       | 68 | Bandera de México                  | Erick Preciado          |
| Batea: Z / Tira: Z                       | 35 | Bandera de México                  | Jesús Huerta            |
| Batea: D / Tira: D                       | 31 | Bandera de Colombia                | Elkin Alcalá            |
| Batea: D / Tira: D                       | 77 | Bandera de Estados Unidos          | Roel Ramírez            |
| Batea: D / Tira: D                       | 57 | Bandera de Colombia                | Luis Santos             |
| Batea: D / Tira: D                       | 46 | Bandera de México                  | Ruddy Acosta            |
| R E C E P T O R E S                      |    |                                    |                         |
| Batea: D / Tira: D                       | 70 | Bandera de México                  | Gabriel Gutiérrez       |
| Batea: D / Tira: D                       | 12 | Bandera de México                  | Daniel Mercado          |
| Batea: D / Tira: D                       | 15 | Bandera de México                  | Juan Kirk               |
| J U G A D O R E S D E C U A D R O        |    |                                    |                         |
| Segunda base - Batea: D / Tira: D        | 5  | Bandera de México                  | Carlos Alberto Gastélum |
| Segunda base - Batea: Z / Tira: D        | 11 | Bandera de Estados Unidos          | Noah Perio              |
| Tercera base - Batea: D / Tira: D        | 12 | Bandera de México                  | Issmael Salas           |
| Primera base - Batea: D / Tira: D        | 14 | Bandera de México                  | Antonio Lamas           |
| Segunda base - Batea: Z / Tira: D        | 17 | Bandera de México                  | Jesús Arredondo         |
| Tercera base - Batea: D / Tira: D        | 43 | Bandera de México                  | Miguel Guzmán           |
| Parador en corto - Batea: D / Tira: D    | 99 | Bandera de México                  | Alberto Carreón         |
| J A R D I N E R O S                      |    |                                    |                         |
| Jardinero derecho - Batea: Z / Tira: Z   | 10 | Bandera de Estados Unidos          | Alan García             |
| Jardinero izquierdo - Batea: D / Tira: D | 15 | Bandera de Estados Unidos          | Nick Torres             |
| Jardinero central - Batea: D / Tira: D   | 19 | Bandera de México                  | Enrique Osorio          |
| Jardinero central - Batea: Z / Tira: Z   | 27 | Bandera de Venezuela               | Herlis Rodríguez        |
| Jardinero izquierdo - Batea: Z / Tira: D | 47 | Bandera de México                  | Sergio Pérez            |
| Jardinero derecho - Batea: Z / Tira: Z   | 77 | Bandera de Puerto Rico             | Danny Ortiz             |

 =  Cuenta con nacionalidad mexicana. 

### Jugadores destacados
- "Beto" Ávila.
- Willie Mays Aikens.
- Andrés Meza.

### Números retirados
- 1 Jorge Fitch
- 9 Ronaldo 'Ronnie' Camacho
- 21 Héctor Espino
- 34 Fernando Valenzuela[24]

### Novatos del año
- 1943  Roberto Ávila.
- 1945  Juan Conde.
- 1946  Guillermo "Huevito" Álvarez.
- 1976  Alfonso Jiménez.
- 1977  Abraham Rivera.
- 2001  Albino Contreras.
- 2017  Ricky Rodríguez.
- 2018  Romario Gil.

### Campeones Individuales

#### Campeones Bateadores
| Año  | Nombre               | Porcentaje |
| ---- | -------------------- | ---------- |
| 1944 | Alberto Hernández    | .395       |
| 1947 | Roberto Ávila        | .346       |
| 1969 | Teolindo Acosta      | .354       |
| 1974 | Teolindo Acosta      | .366       |
| 1986 | Willie Mays Aikens   | .454       |
| 1987 | Orlando Sánchez      | .415       |
| 2010 | Willis Otáñez        | .393       |
| 2013 | Luis Mauricio Suárez | .413       |
| 2014 | Sandy Madera         | .403       |
| 2016 | César Tapia          | .383       |

#### Campeones Productores
| Año  | Nombre             | Producidas |
| ---- | ------------------ | ---------- |
| 1947 | Alejandro Crespo   | 96         |
| 1963 | Ronaldo Camacho    | 108        |
| 1969 | Ronaldo Camacho    | 116        |
| 1974 | Jorge Roque        | 90         |
| 1976 | Jack Pierce        | 118        |
| 1986 | Willie Mays Aikens | 154        |
| 2007 | Donny León         | 104        |

#### Campeones Jonroneros
| Año  | Nombre          | Jonrones |
| ---- | --------------- | -------- |
| 1962 | Ronaldo Camacho | 25       |
| 1963 | Ronaldo Camacho | 39       |
| 1976 | Jack Pierce     | 36       |
| 2007 | Donny León      | 31       |

#### Campeones de Bases Robadas
| Año  | Nombre        | Bases |
| ---- | ------------- | ----- |
| 1942 | Pedro Pagés   | 30    |
| 1948 | Jesús Díaz    | 24    |
| 1986 | Donald Carter | 95    |

#### Campeones de Juegos Ganados
| Año  | Nombre               | Récord |
| ---- | -------------------- | ------ |
| 1946 | Salvatore Maglie     | 20-12  |
| 1963 | Miguel Sotelo        | 24-8   |
| 1964 | Miguel Sotelo        | 17-12  |
| 1980 | Ernesto Escárrega(1) | 16-4   |
| 1986 | Germán Jiménez       | 17-6   |
| 2005 | Eric Knott           | 14-4   |
| 2009 | Andrés Meza          | 15-2   |
| 2023 | Yoimer Camacho       | 11-2   |

#### Campeones de Efectividad
| Año  | Nombre          | Porcentaje |
| ---- | --------------- | ---------- |
| 1944 | Adrián Zavala   | 2.74       |
| 1948 | Guillermo López | 2.37       |
| 1961 | Julio Moreno    | 3.02       |

#### Campeones de Ponches
| Año  | Nombre        | Ponches |
| ---- | ------------- | ------- |
| 1963 | Miguel Sotelo | 208     |
| 1973 | José Peña     | 195     |
| 2021 | José Valdez   | 69      |

#### Campeones de Juegos Salvados
| Año  | Nombre          | Juegos |
| ---- | --------------- | ------ |
| 1979 | Ramón Munguía   | 21     |
| 2010 | Luis Ramírez    | 30     |
| 2014 | Pedro Rodríguez | 33     |

1 Era el líder en el momento en que se suspende la temporada en 1980.

## Ejecutivos del año
La organización ha obtenido el nombramiento de Ejecutivo del Año en la LMB en tres ocasiones.
- 1976  Jaime Pérez Avellá.
- 2016  Gerardo Benavides Pape.
- 2023  Ignacio Trigueros.